# Three World Financial Center
Three World Financial Center je jeden z třiceti nejvyšších mrakodrapů v New Yorku. Patří do komplexu Světového obchodního centra a stojí na West Street mezi Liberty Street a Vesey Street v Lower Manhattanu. S výškou 225 m je budova nejvyšší ze čtyř budov komplexu Světového obchodního centra. Má podobný design jako budova Two World Financial Center. Rozdíl je pouze v horní části, 3WFC má nahoře pyramidu a 2WFC kopuli. Je také velmi podobná věži 1 Canada Square komplexu Canary Wharf v Londýně, protože byla stejně jako WTC, projektem kanadské developerské společnosti Olympia & York, a obě stavby byly navrženy stejnými architekty.
Budova je mimo jiných společností hlavním sídlem společnosti American Express. Budova je ukázkou postmodernistické architektury, navrhli ji César Pelli & Associates a Haines Lundberg Waehler, výstavba stála 800 miliónů dolarů. Budova disponuje 195 000 m² využitelného kancelářského prostoru a má 51 poschodí.
Budova Three World Financial Center byla kriticky poškozena padajícími troskami z věží WTC 11. září 2001. Struktura jihovýchodního rohu budovy byla těžce poškozena, ale ke kolapsu budovy nedošlo. Budova byla kvůli opravě uzavřena až do května 2002.